# Inmigración colombiana en Ecuador
La inmigración colombiana en Ecuador es un fenómeno que ha marcado la demografía nacional, ya que constituye el segundo movimiento demográfico más importante después de la inmigración venezolana.

## Historia
De acuerdo a la Organización Internacional para las Migraciones, la migración de colombianos a Ecuador ha sido "tradicional". Según datos de 1881, en Quito, la población colombiana estaba conformada en un 52,12% por mujeres y el 47,88% por hombres. Otra información valiosa que arroja las fuentes de ese año es el lugar de origen de dicha población. Más del 70% provenía de los territorios que alguna vez fueron ecuatorianos: el 37,46% de Pasto y el 34,85% de Popayán; seguido de Barbacoas (8,47%) y Túquerres (5,86%), estos últimos territorios pertenecientes al departamento de Nariño, fronterizo con Ecuador. En el censo de 1950, el número de colombianos era 23 489 personas, correspondiente al 62% de la población migrante. En 1982 la cifra ascendió a 39 443, y ese número llegaría a 51 556 en 2001. Desde entonces, y con la internacionalizacion del conflicto armado colombiano, se manifiesta una llegada masiva de colombianos a Ecuador en búsqueda de protección internacional.

## Características
Según el censo de 2010, en Ecuador residían 89 931 colombianos de nacimiento, que representaban el 49,45% de la población extranjera total. El  30,20% de ellos residían en la provincia de Pichincha; el 12,96%, en Carchi; el 11,46% en Sucumbíos; y el 11,42% en Guayas (10 270 personas). Sin embargo, se presume la existencia de un subregistro de ciudadanos extranjeros, ya que en diciembre de 2011 la Dirección de Refugio reportó 55 092 personas en esta situación, y alrededor de 148 000 entre solicitantes y refugiados reconocidos.
De los colombianos residentes en Ecuador, y, de acuerdo con los datos emanados del censo, el 47,22 % son hombres y el porcentaje restante (52,78 %) son de género femenino. El 15,27 % son menores de 15 años; el 78,07 % tiene entre 15 y 65 años (población en edad activa); y el 6,66% son adultos mayores, es decir, mayores de 65 años. 
En lo que respecta a su nivel de instrucción, el 6,61% de los mayores de 15 años son analfabetos, una cifra muy similar al promedio nacional de 6,8%. Analizando el nivel más alto de instrucción que tienen los colombianos mayores de 5 años que residen en el país, se encontró que el 0,53% de los colombianos visitan algún centro de alfabetización; el 40,96% tienen hasta instrucción primaria; el 35,57% hasta secundaria; el 15,69% superior, sea pregrado o postgrado (en contraste con el 6,3% de la población total del Ecuador que tiene educación superior); y el 7.25% no tiene instrucción alguna o no respondió a esta pregunta.
Según su ocupación, el 23,44% de los colombianos son trabajadores de los servicios o vendedores; el 23,15% realizan ocupaciones elementales; el 12,43% son oficiales, operarios y artesanos; el 9,33% son  agricultores o trabajadores calificados; el 5,32% son profesionales científicos e intelectuales; el 4,78% trabajan como directores o gerentes; el 4,77% como personal de apoyo administrativo; el 4,13%  trabajan como técnicos o profesionales de nivel medio, el 0.02% tienen ocupaciones militares; y el 4,43% son trabajadores nuevos.